# 蒸汽船間歇泉
蒸氣船間歇泉（英語：Steamboat Geyser）是一個位於美國黃石國家公園的間歇泉，是現在依然活躍的噴發高度最高的間歇泉。在主要噴發時段，其水柱高度可達90（300英尺）。
蒸氣船間歇泉主要噴發時間持續3至40分鐘，并伴隨著大量的水汽。其噴發並沒有可推算的規律，從4天至50年不等。例如在1911年至1961年間，蒸汽船間歇泉一直處於休眠狀態。其最小噴發高度為3—5（9.8—16.4英尺），這些小的噴發也更加頻繁一些。在每一次噴發之後，該間歇泉都會持續48小時散發著水汽。
新西蘭的懷芒古間歇泉噴發高度曾經達到1,600英尺（490），不過這個間歇泉因1904年的山崩影響了地下水位，從此再不噴發了。黃石國家公園的細刨花間歇泉也曾達到300英尺（91）的高度，不過自1985年以來也不再噴發了。